# Neoathyreus granulicollis
Neoathyreus granulicollis är en skalbaggsart som beskrevs av Henry Fuller Howden 1964. Neoathyreus granulicollis ingår i släktet Neoathyreus och familjen Bolboceratidae. Inga underarter finns listade i Catalogue of Life.